# Morceaux de fantaisie
Morceaux de fantaisie, Op. 3 (in russo Пьесы Фантазии?) è una raccolta di cinque pezzi per pianoforte di Sergej Vasil'evič Rachmaninov, che contiene il celeberrimo Preludio in do diesis minore.

## Storia della composizione
I cinque Morceaux de fantaisie furono scritti da Rachmaninov poco dopo essersi diplomato al Conservatorio di Mosca, quando era poverissimo, depresso ed in pessima salute. L'opera fu dedicata ad Anton Arenskij, suo maestro di armonia al conservatorio. Dopo aver mostrato la raccolta a Cajkovskij, che rivelò ad Aleksandr Ziloti di essere rimasto particolarmente impressionato dal preludio, il compositore la eseguì per la prima volta alla Moscow Electrical Exposition nel settembre del 1892. L'intera raccolta fu poi premiata il 27 dicembre dello stesso anno a Char'kov.

## Struttura della composizione
Il titolo dell'opera riflette il carattere dei brani, piuttosto che la loro forma musicale, in quanto nessuno di essi è realmente una fantasia.

### Élégie
L'Élégie (Элегия) in mi bemolle minore è un'elegia musicale in tempo Moderato, il più lento e meditativo dei cinque pezzi.

### Prélude
Il Preludio (Прелюдия) in do diesis minore è senza dubbio il brano più famoso della raccolta.

### Mélodie
La Mélodie (Мелодия) in mi maggiore è un breve pezzo in tempo Adagio sostenuto con un potente climax. Fu revisionato da Rachmaninov nel 1940, assieme alla Sérénade. 

### Polichinelle
La Polichinelle (Полишинель) in fa diesis minore, in tempo Allegro vivace, deve il suo nome al personaggio di Pulcinella della Commedia dell'arte, nella sua traduzione in francese. È un pezzo forte ed espressivo in forma ternaria ABA, che inizia e finisce con una sezione veloce, intervallata da un passaggio più lento, lirico e melodioso.

### Sérénade
Il ciclo si conclude con la Sérénade (Серенада) in si bemolle minore, anch'essa revisionata dall'autore nel 1940.